# 수호천사 히마리
수호천사 히마리(일본어: おまもりひまり)는 일본의 만화가인 마토라 미란이 2006년 6월부터 연재중인 만화이자, 이를 바탕으로 제작된 소설과 애니메이션이다.
일본에서는 만화 잡지인 '월간 드래곤에이지'(후지미 쇼보)에서 연재중이며, 애칭은 주로 오마히마로 불리고 있다. 대한민국에서는 잡지에서의 연재는 없으며, 단행본은 학산문화사를 통해 2009년 1월 29일부터 정식 번역 발간되기 시작하였다. 연재 화수 표기를 '제1화, 제2화…' 순서가 아닌 '1마리째, 2마리째…'로 하고 있으나, 매회마다 동물이 등장하는 것은 아니다. '월간 드래곤에이지'의 2009년 5월호에서 애니메이션 제작이 발표되었으며, 2010년 1월부터 3월까지 방송되었다.

## 스토리
주인공인 아마카와 유토는 극히 평범한 고등학생이나, 부모님을 잃어 졸지에 고아가 된 지는 어언 7년이 지났다. 그렇지만 신세를 지고 있는 소꿉친구인 린코의 가족으로부터 잘 대해지고 있어 그렇게 외롭지는 않다.
그런 유토가 16살의 생일을 맞이한 아침, 수수께끼의 미소녀인 '히마리'가 돌연 나타났다. 그리고 유토의 할아버지의 약속이라는 것으로, 이제부터 유토를 '지킨다'는 명목아래 유토의 곁에서 수행하겠다고 말한다. 그러나 그녀의 정체는.....

## 등장 인물
다음의 등장인물 한글 이름 표기는 한국어 정식 발행판을 기준으로 하며, 설명은 애니, 만화 등등 여러 정보들을 바탕으로 저술됨.

### 주역 인물
아마카와 유토(天河 優人)
성우 - 히라카와 다이스케/미나(*'미나'님은 어린 시절의 '유토'의 목소리를 담당해주심.)
신장 : 165cm / 생일 : 5월 30일 / 별자리 : 쌍둥이자리 / 혈액형 : B형
좋아하는 것 : 게임, 인터넷, TV 시청, 영화 / 싫어하는 것 : 높은 곳, 싸움
주인공으로 16세의 평범한 소년이다. 7년전에 부모님을 잃어 고아가 되었으며, 현재는 린코의 가족에게 신세를 지고 있다. 그러나 사실은 '요괴 참살자'라고 하는, 요괴를 퇴치 하는 12가문 중 하나인 '아마카와 가' 일족의 후예이다. 그러나 정작 자신은 평화로운 평범한 생활을 하고 싶어하고, 요괴에 대해서도 차별이나 적대적인 감정은 가지고 있지 않으며 요괴와의 공존을 바라는 평화주의자이다. 중증의 고양이 알레르기를 가지고 있으며, 그 정도는 히마리가 유토 곁에서 고양이로 변신할 경우 눈물과 콧물이 멈추지 않을 정도이다. 또한 할머니가 준 부적의 영향으로, 어릴 때의 기억을 잊어버렸지만 부적의 효능이 떨어지면사 과거의 기억을 되찾게 된다.
그에겐 '광도'라고 하여 어떤 대상물에 마법을 부여하는 능력을 지녔으며, 이는 아마카와 가 일족만이 가지고 있는 능력이다. 그렇지만 본인이 자유자재로 쓰진 못 하고 위급상황이나 소중하는 이를 지키고 싶은 마음의 울림으로 인해, 가끔 쓸 수 있긴 하다.
히마리(緋鞠)
성우 - 코시미즈 아미
신장 : 157cm / 생일 : 12월 21일 / 별자리 : 궁수자리 / 혈액형 : 고양이형 / 쓰리 사이즈 : 88·56·85 / 가슴 사이즈 : E
좋아하는 것 : 햇볕 쬐기, 일본식 과자(특히 경단) / 싫어하는 것 : 추운 곳, 파
유우토의 16세 생일 때, 린코와의 등굣길에 갑자기 나타난 수수께끼의 미소녀이다. 상당히 큰 가슴을 보유하고 있는 발군의 몸매이며, 신장은 유토보다는 조금 낮다. 그 정체는 고양이의 요괴로, 다른 요괴들에게는 '노이하라의 비검'으로 불리고 있다. 인간으로서의 모습을 하고 있을 때는 자신을 '노이하라 가'의 사람이라고 자칭하고 있다. 그러나 자신이 의도할 때나 요괴와 싸울 때나 이성을 잃었을 때는 고양이 귀와 꼬리가 나오게 된다.
원래 그녀의 조상들은 살육과 사냥을 즐기며, 인간을 잡아먹는 요괴였다고 하며, 어는 시대의 아마카와 가의 조상에게 진 이후부터 아마카와 가에게 충성을 맹세했다고 한다. 그래서 그녀 역시 조상이 맺은 맹약을 이유로 유토를 지키기 위해 나타난다. 그러나 그녀는 유토를, 단순히 지켜야 할 가문의 주인 이상으로 그에게 호감을 가지고 있다. 하지만 그녀가 싸움에 물들게 되면, 요괴로서의 본성이 나와 살육과 싸움을 즐기며 강한 전투력을 가지게 된다. 게다가 싸움에 물들게 될수록 그녀는 요괴로서의 본성에 사로잡힐 수도 있다고 한다.
무기는 '야스츠나(安綱)'라고 불리는 일본도를 사용함.(히마리가 쓰는, 일본도 '야스츠나'는 일본의 민담에서 미나모토노 요리미츠가 슈텐도지(주탄동자)를 물리칠 때 쓴 일본도, '도지키리야스츠나(동자절안강/童子切安綱)를 바탕으로 만들어짐.)
쿠자키 린코(九崎 凛子)
성우 - 노미즈 이오리
신장 : 156.5cm / 생일 : 4월 9일 / 별자리 : 양자리 / 혈액형 : A형 / 쓰리 사이즈 : 75·57·84 / 가슴 사이즈 : A
좋아하는 것 : 운동, 고양이, 패션 잡지, 코미디 프로 / 싫어하는 것 : 애매모호 한 것, 영어, 수학
유토의 소꿉친구로, 부모를 잃은 유우토를 자기 가족처럼 대하고 있다. 매일 아침 유토를 깨우러 가거나 식사 준비등을 하고 있고, 그 중에서도 유우토에게 희미한 연정을 안고 있기도 하고 있다. 건강소녀에 신체 발육은 평균정도로 스포츠 분야에서는 만능이며, 성질이 급하고 엄청난 질투쟁이에 츤데레 적인 면모를 조금 보이고 있다. 유토 곁에 있는 미녀요괴들 때문에 항상 유토와의 관계를 걱정한다. 또한 그녀는 비일상적인 삶에서 돌아올 유토를 맞이해주는 게, 자신이 할 수 있는 일이라 여김.
시즈쿠(静水久)
성우 - 신도 케이
신장 : 130cm / 생일 : 1월 31일(자칭) / 별자리 : 물병자리(자칭) / 혈액형 : 뱀형 / 쓰리 사이즈 : 60·45·72 / 가슴 사이즈 : AA
좋아하는 것 : 수영, 일식, 상대를 연기에 감는 것 / 싫어하는 것 : 오수, 축제등의 제사
여름철 해수욕 차 바다로 나간 유토와 히마리 앞에 나타난 소녀로, 잠깐동안 히마리로부터 떨어진 유우토에게 나타나 수수께끼의 경고를 한 적이 있다. 10세 정도의 외관을 하고 있으며 그녀의 정체는 물을 조종하는, 교룡(용의 새끼)으로, 일족은 약 100년 전에 '요괴 참살자'의 12가 중 하나인 '지리시리 가'에게 몰살 당했으며, 이 때문에 '요괴 참살자'에 대해서는 깊은 원한을 가지고 있다. 하지만 유토가 인간과 요괴의 공존을 바란다는 것에 흥미를 품고 그와 생활을 함께 하며, 그와 그의 가문에 대해 조사한다. 말끝마다 '~なの'를 붙이며 말하는 버릇을 지니고 있다.
물과 얼음을 자유자재로 이용하여 공격한다. 또한 물을 이용해 상처를 치유할 수 있는 능력을 지니고도 있다.
리즈릿・L・첼시(リズリット・L・チェルシー)
성우 - 오오가메 아스카
신장 : 157cm / 생일 : 2월 22일(실체화한 날) / 별자리 : 물고기자리 / 혈액형 : 홍차형 / 쓰리 사이즈 : 91·57·87 / 가슴 사이즈 : F
좋아하는 것 : 홍차, 스콘, 메이드 옷 / 싫어하는 것 : 괴로운 것, 폭력
히마리가 아르바이트 하고 있는 메이드 카페에서 일하는 히마리의 선배 아르바이터이다. '리즈'라는 애칭으로도 불리며, 히마리를 웃도는 거유이기도 하다. 그녀의 정체는 인간이 아닌 영국의 낡은 티컵에 머무르는 '츠쿠모가미(付喪神/일본의 요괴 중 하나로, 물건이 손상없이 오랫동안 보존되어, 그 물건에 깃드는 정령.)이다. 홍차를 매우 좋아하고 그것을 퍼트리기 위해 100년전에 일본에 방문하였다. 유우토에게 거유를 이용한 미인계를 쓰는 등 시즈쿠나 린코에게는 천적과 같은 존재로 되어버렸다.
특별한 능력은 아니지만, 홍차(분말)를 이용해 공격을 할 수 있긴 하나 별 도움은 안되는 듯...
진구지 쿠에스(神宮寺 くえす)
성우 - 마츠오카 유키
신장 : 158cm / 생일 : 10월 17일 / 별자리 : 천칭자리 / 혈액형 : AB형 / 쓰리 사이즈：86·56·85 / 가슴 사이즈：E
좋아하는 것：독서, 마법 실험, 새로운 지식 / 싫어하는 것：고양이, 요괴 전반, 무지함
'요괴 참살자' 12가 중 하나인 '진구지 가'의 후계자 소녀로, 유우토의 정혼자다.(정확히는 유우토의 할머니, 할아버지가 멋대로 정한 거지만...) 자신을 '쿠에스 공주'라고 칭하는 등 꽤 고압적인 성격이다. 영국에서 마법의 수행을 하던 중 과격한 마법사의 일파와 친교가 깊어지거나 여러모로 위험한 서적을 독파하는 등의 행동으로, 각 국의 기관으로부터는 위험 인물로서 구분되고 있다. 여러모로 뒤숭숭한 이명을 몇 개 가지고 있는, 일본의 마지막 마녀이기도 하다. 그녀는 자신의 가문을 업신여긴. 다른 참살자 가문에게 자신의 가문의 대단함을 주기 위해 요괴들을 퇴치한다. 그리고 가문을 위해서, 아마가와 가의 힘을 얻기 위해 그와 결혼을 하려 한다. 하지만 사실은 그녀도 옛날부터 유토를 좋아해왔고, 유토와 어릴 적 한 약속을 지키기 위해, 그와 함께 하고자 한 걸로 나온다.
앞에서 나온대로, 그녀는 서양마법을 이용해 공격한다.
※원래는 원작자의 전 작품인 PALLADIUM GARDEN의 등장 인물이다.

### 주변 인물
마사키 타이조(柾木泰三)
성우 - 스즈키 타츠히사
유우토의 클래스메이트의 소년으로, 유우토와 함께 점심을 먹을 정도로 사이가 좋다. 하급의 요괴에게 신체를 조종당해 유토를 습격했지만, 히마리의 도움으로 거기에서 헤어나올 수 있었다.
반장(委員長)
성우 - 시마무라 유코
본명은 알 수 없으며, 유우토나 히마리가 속하는 반의 반장으로 모두에게 '반장'이라고만 불리고 있다. 교우 관계가 좋아 함께 해수욕에 가기도 하며, 성적도 우수한 한편, 오타쿠적인 취미의 소유자로 미소녀 게임을 플레이하거나 학원제에서는 2차원 작품의 전시를 행하기도 한다. 히마리나 시즈쿠가 이계의 존재임을 아는 모양이지만, 깊게 관련되는 일에는 감히 피하고 있다.
키사라기 사에(如月冴)
성우 - 네야 미치코
유우토네 반의 담임으로, 안경을 쓴 거유에 흡연자이다. 히마리가 아르바이트하고 있는 메이드 카페에 대해 이전부터 마음에 들어하고 있으며, 호방적인 성격이다.
카부라기 휴고(鏑木兵吾)
성우 - 후지와라 케이지
쿠에스를 보좌하는 남성이다. 국가의 초상현상 전문 부서인 '경비국 공안4과'의 소속으로, 보좌와 함께 감시의 임무도 겸하고 있다. 주로 쿠에스의 전투 이후의 뒤처리를 하고 있으며, 폭주 기색의 쿠에스때문에 고생이 이만저만이 아니다. 그러다 타마 일행에 의해 요괴들이 죽임을 당하는 사건들이 일어나자, 처음엔 유토 일행에게 타마 일행의 참살을 의뢰하나 나중엔 타마 일행에게 요괴들의 참살을 의뢰한다.
아쿠츠 유코(阿久津悠子)
사에의 동료로 미술 교사이다. 존재감이 없고 목소리가 작아 유코(幽子)로 불리고 있으며, 본인도 마음에 들어하는 것 같다.

### 요괴
카야(加耶)
성우 - 혼다 마리코
자시키와라시(座敷童子/일본의 요괴로, 집의 복을 불러오기도 하는 가택신같은 존재)로 노이하라 가문에 있으며, 현재 유우토의 본가에 있다. 유우토의 조부모가 돌아가신 이후 텅 빈 집안을 손질하고 있다. 일찍이 동거하고 있던 히마리와는 사이가 좋으며, 유토가 없어지면 히마리가 돌아온다고 생각하고 있어 유토를 방해자 취급하고 있다.
공격기술은 없고 대신, 방어막을 칠 수 있는 능력을 지님.
아야(文)
성우 - 코스게 마미
후구로마요우비(文車妖妃)로 카야의 부하 요괴이다. 쿠에스와의 싸움으로 칼의 일종인 '야스츠나'를 잃은 히마리에게 대대로 물려져 내려오는 도검을 건네주기 위해서 나타났다. 몸 속에 대량의 짐을 삼켜 운반 할 수 있으며, 옷이나 신체의 일부분이 종이로 되어 있는 것이 특징이다.
카게츠키(影月)
카샤(화차)이며, 시즈쿠의 동료 요괴 중 하나이다. 본성은 그야말로 '요괴'나 '괴물'적인 모습으로, 인간의 모습을 할 수 있는 것 같다.
아게하(明夏羽)
성우 - 타카하시 치아키
노이하라에서 유우토 일행을 습격한 소녀로 그 정체는 '비연마(飛緣魔/일본의 요괴로, 남자의 정기와 피를 빨아먹고 남자를 죽이는, 미녀요괴)'라 불리는 요괴이다. 동료들로부터의 자신의 지위 향상을 위해 유우토를 죽이려고 한다. 하지만 요괴들을 잡아 먹고 다니는 타마 일행을 피해, 사사와 함께 다시 유토 일행 앞에 나타난다.
팔을 길게 만들 수 있는 능력을 지니고 있으며, 단검을 무기로 쓴다.
사사(沙砂)
성우 - 니고 마야코
아게하와 같이 다니는 요괴로, 정체는 잇폰다타라(외발다타라/일본의 요괴로, 산 속에 살며 외눈·외발이다. 대장장이의 망령이라는 설도 있음). 하지만 이름과 달리, 발은 2개이다. 눈은 한쪽이 머리카락에 가려져 외눈인지 양눈인지는 알 수 없음. 그리고 보기와 달리, 체중이 꽤 무거움. 천진난만한건지, 바보인지 꽤 맹한 구석이 있음.
눈에서 빔을 쏘는 능력, 나무기둥을 소환해 공격하는 능력, 그리고 무기를 수리하는 능력을 지니고 있다.
다이다라 봇치(大太法師)
아게하에 이끌려 나타난 신장이 수십미터에 이르는 거대한 요괴이다. 대략적인 외형은 인간이나, 지면에 닿을 정도로 팔이 길며, 그 끝에는 날카로운 손톱이 4개씩이나 나 있다.
타마(タマ)
성우 - 미즈하라 카오루
일본의 3대 요괴 중 하나인 '구미호(정확하겐,백면금모 구미호)'로, 어린 용모의 소녀이다. 요력과 신비스러운 힘을 가지고 있어 영능자나 요괴를 덮치기도 하며, 요괴를 먹음으로써 자신의 요력을 올릴 수 있다. 히마리를 습격하지만 지금은 때가 아니라며 자진해산한다. 그리고 요괴의 본성이 깨어난 히마리를 다시 공격하나, 히마리에게 패하고 만다. 인간은 피냄새가 난다며 포식하지 않으며, 한편으로는 단 음식을 좋아하기도 한다.
※'타마'라는 이름은,'타마모노마에(玉藻前/일본 신화의 전설적인 인물로, 고노에 천황 시대 때 유한 게이샤이다. 일본에서 가장 아름답고 지적인 여자로 언급되나, 그녀의 미모는 구미호의 이미지로 떠오르게 한다.)'에서 따온 것...
슈텐도지(酒呑童子)
성우 - 키쿠치 마사미
일본의 3대 요괴 중 하나로, 타마와 함께 활동하고 있는 남성이다. 보기엔 마른 체형의 예의바른 남성의 모습을 하나, 본모습은 매우 흉폭하게 생겼다. 그는 타마가 원래의 힘을 되찾게 해 그 힘을 이용해 자신의 부활을 꾀하여 자신을 봉인한 인간에게 복수하려고 한다. 그러나 이성을 되찾고 유토에게 '광도'를 받은, 히마리에게 패하고 만다.

## 도서 정보

### 만화
일본의 경우, 후지미 쇼보로부터 '카도카와 코믹스 드래곤 Jr.' 레이블로 2007년 2월 1일부터 1권을 시작으로 단행본이 간행되고 있다. 대한민국에서는 학산문화사가 2009년 1월 29일부터 1권을 시작으로 정식 번역 단행본을 발매하기 시작했다. 역자는 오경화이다.
- 제1권
  - 일본 : 2007년 2월 1일 발매 / ISBN 978-4-04-712478-3
  - 대한민국 : 2009년 1월 29일 발매 / ISBN 978-89-258-2569-4
- 제2권
  - 일본 : 2007년 9월 8일 발매 / ISBN 978-4-04-712508-7
  - 대한민국 : 2009년 2월 18일 발매 / ISBN 978-89-258-2571-7
- 제3권
  - 일본 : 2008년 4월 9일 발매 / ISBN 978-4-04-712541-4
  - 대한민국 : 2009년 3월 25일 발매 / ISBN 978-89-258-2572-4
- 제4권
  - 일본 : 2008년 11월 8일 발매 / ISBN 978-4-04-712575-9
  - 대한민국 : 2009년 7월 25일 발매 / ISBN 978-89-258-2660-8
- 제5권
  - 보너스 트랙으로 원작자의 상업 잡지 데뷔작인 '상황 개시!'(状況開始っ!)가 수록되어 있다.
  - 일본 : 2009년 4월 7일 발매 / ISBN 978-4-04-712598-8
  - 대한민국 : 2009년 11월 15일 발매 / ISBN 978-89-258-3157-2
- 제6권 : 2009년 12월 19일 발매 / ISBN 978-4-04-712618-3

### 소설
'드래곤 매거진'에서 2008년 5월호부터 연재에 들어갔다. 집필은 미카즈키 코우게츠가 담당하고 있으며, 삽화 및 표지 디자인은 원작자인 마토라 미란 본인이 담당하고 있다. 단행본은 후지미 쇼보의 '후지미 판타지아' 레이블을 통해 발매되고 있다.
- 제1권 : 2008년 7월 19일 발매 / ISBN 978-4-8291-3315-6
- 제2권 : 2008년 11월 20일 발매 / ISBN 978-4-8291-3355-2
- 제3권 : 2009년 6월 20일 발매 / ISBN 978-4-8291-3415-3

## 애니메이션
2010년 1월부터 3월까지 tvk를 비롯한 독립 UHF 방송국과 BS닛폰 등에서 방영되었다. 애니메이션 제작은 ZEXCS가 담당하였다.

### 스태프
- 원작 - 마토라 미란(的良みらん)
- 감독 - 우시로 신지(ウシロシンジ)
- 시리즈 구성 - 하세가와 카츠미(長谷川勝己)
- 각본 - 아미야 마사하루(あみやまさはる), 스즈키 마사시(鈴木雅詞)
- 캐릭터 디자인 - 이소노 사토루(磯野智
- 미술감독 - 코사카베 나오코(小坂部直子)
- 색채설계 - 이와이 타요(岩井田洋)
- 촬영감독 - 쿠치와 츠요시(口羽毅)
- 편집 - 히라키 다이스케(平木大輔)
- 음악 - 하시모토 유카리(橋本由香利)
- 음악 프로듀서 - 우에무라 쥰이치(植村俊一)
- 음악 제작 - 콜롬비아 뮤직 엔터테인먼트(コロムビアミュージックエンタテインメント)
- 음향감독 - 에노모토 타카히로(えのもとたかひろ)
- 프로듀서 - 하치야 세이이치(蜂屋誠一)
- 애니메이션 제작 - ZEXCS
- 제작 - 오마히마 제작위원회

### 주제가
오프닝 테마 - 눌러버릴꺼야!!(押しちゃうぞ!!)
작사 - 미에노 히토미 / 작곡・편곡 - 카와타 루카 / 노래 - 사카모토 사이 & 카와타 루카
엔딩 테마 1 - BEAM my BEAM (2 ~ 11화)
작사 - 타다노 나츠미 / 작곡・편곡 - Low-tech Son / 노래 - 히마리(CV. 코시미즈 아미), 쿠자키 린코(CV. 노미즈 이오리), 시즈쿠(CV. 신도 케이), 리즈릿・L・첼시(CV. 오오가메 아스카), 진구지 쿠에스(CV. 마츠오카 유키)
엔딩 테마 2 - 언덕길의 끝 (坂道の果て, 12화)
작사 - 타다노 나츠미 / 작곡・편곡 - Kohei by SIMONSAYZ / 노래 - 아마카와 유토(CV. 히라카와 다이스케)

## 웹 라디오
애니메이션의 방송 개시를 앞두고, 2009년 11월 12일부터 인터넷 라디오방송 채널인 애니메이트 TV를 통해 오마히마☆HR(おまひま☆HR)웹 라디오 방송이 시작되었다. 매주 목요일마다 갱신되며, 진행은 히마리 역의 코시미즈 아미와 린코 역의 노미즈 이오리가 담당한다.